# 8 Days of Christmas (singolo)
8 Days of Christmas è un singolo natalizio del gruppo femminile statunitense Destiny's Child, pubblicato nel 2001 ed estratto dall'album omonimo.

## Descrizione
La canzone è stata scritta dai membri del gruppo Beyoncé Knowless e Kelly Rowland insieme a Errol McCalla, Jr. mentre la produzione è stata curata dalla stessa Knowles, Mathew Knowles e McCalla. La canzone è una rivisitazione moderna del brano Twelve Days of Christmas e un elemento sonoro riproposto da Jingle Bells, scritto da James Pierpont a inizio canzone.

## Accoglienza
La canzone ha ricevuto recensioni generalmente favorevoli dalla critica musicale, venendo rivalutata negli anni successivi alla sua pubblicazione.
Jordyn Beazley del The Guardian ha scritto che anche se «è stata pubblicata 20 anni fa» il significato della canzone «è migliorato solo con il passare degli anni». Raffy Ermac di Pride Magazine l'ha descritta come «una divertente e sexy rivisitazione» di Twelve Days of Christmas in cui «invece del vero amore che ti regala cose inutili, [...] Beyoncé, Kelly e Michelle vengono inondate di regali». Maura Johnston di Vulture ha scritto che la canzone «mette in mostra l'approccio innovativo delle Destiny's Child al pop-R&B», apprezzando il «vertiginoso pre-coro e il ritornello esultante rispetto alla scaletta giorno per giorno dell'originale» e la «bravura collettiva su un bridge svolazzante».
Time Out ha inserito la canzone al 22º posto della sua lista delle 65 migliori canzoni di Natale di tutti i tempi, definendola «un ottimo risultato» con «un'iniezione di sfrontatezza e materialismo sfacciato», che «ha trasformato una vecchia e accogliente canzone natalizia in un canto di Natale R&B per i nostri tempi». Cosmopolitan ha inserito la canzone all'11º posto della lista delle 75 migliori canzoni di Natale di tutti i tempi.

## Tracce
- Independent Women CD Maxi-singolo (USA)

1. Independent Women (Part 1 – Album Version) – 3:41
2. Independent Women (Victor Calderone Drum Dub Mix) – 5:30
3. Independent Women (Victor Calderone Club Mix) – 9:36
4. Independent Women (Maurice's Independent Man Remix) – 7:30
5. 8 Days of Christmas – 3:29

- CD

1. 8 Days of Christmas (Album Version) – 3:29
2. Emotion (Album Version) – 3:56

- CD Promo (USA)

1. 8 Days of Christmas (LP Version) – 3:29
2. 8 Days of Christmas (Instrumental) – 3:29
3. 8 Days of Christmas (A Cappella) – 3:29

- CD (Europa)

1. 8 Days of Christmas (Album Version) – 3:29
2. Emotion (Album Version) – 3:56

## Video
Il videoclip della canzone è stato diretto da Sanaa Hamri.

## Classifiche
| Classifica (2001-24) | Posizione massima |
| -------------------- | ----------------- |
| Australia            | 68                |
| Irlanda              | 87                |
| Paesi Bassi          | 58                |